# Robert Dickie

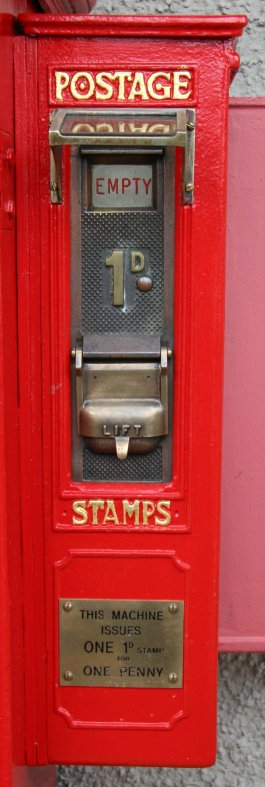
Früher britischer Briefmarkenautomat

Robert James Dickie (* 30. Dezember 1876 in London, England; † 1958 in Wellington, Neuseeland) war ein britisch-gebürtiger neuseeländischer Erfinder. Er gilt mit als einer der ersten Erfinder von Briefmarkenautomaten.

## Leben
Robert James Dickie wurde am 30. Dezember 1876 in London geboren. Als er 12 Jahre alt war, immigrierten seine Eltern mit ihm nach Neuseeland, wo sie sich in Wellington niederließen. Dickie bekam 1891 eine Anstellung im Chief Post Office in der Customs Street in Wellington und wechselte später zur Abteilung für die Auslandspost.
Es war dem Umstand geschuldet, dass seinerzeit jeder Postbedienstete alle Abteilungen der Postorganisation einmal durchlaufen musste und Dickie sich am Postschalter Briefmarken verkaufen wiederfand. Er sah darin eine reine Zeitverschwendung, zumal die meisten Postwertzeichen die verkauft wurde, denselben Wert hatten. Der Gedanke, dass diese Tätigkeit von einer Maschine besser und schneller verrichtet werden konnte, ließ ihn nicht mehr los. Es dauerte jedoch noch 13 Jahre, bis er seinen Plan in die Wirklichkeit umsetzen konnte, einen Briefmarkenautomaten zu bauen.

## Erfindung des Briefmarkenautomaten
Dickie holte sich Unterstützung in dem Fotografen und Zeichner J. H. Brown, der die Idee Dickies zu Papier brachte und detaillierte Zeichnungen anfertigte. Später zogen sie den Ingenieur W. Andrews hinzu, der die Maschine konstruieren sollte. 1905 war der erste Prototyp fertig, wurde von den drei patentieren lassen und der neuseeländischen Postbehörde vorgestellt. Doch die lehnte die Erfindung zunächst einmal ab, da man den Diebstahl der enthaltenen Münzen befürchtete. Außerdem musste man nun Briefmarken in Rollenform, statt der bis dahin üblichen Bögen herstellen. Da die Druckerei der Regierung nicht bereit war Briefmarken auf Rollenpapier zu drucken, weil sie zu hohe Kosten befürchteten, wurde Dickie nun selbst aktiv und erwies sich als Unternehmer. Er kaufte die Briefmarken von der Post kurzerhand selbst, schnitt die Blöcke in Streifen, klebte sie zu einer Rolle zusammen und verkaufte sie ab Juni 1905 in Wellington in seinem Automaten weiter. Nach kurzer Zeit musste er wieder demontiert werden, da die Benutzer ihn durch Manipulationsversuche beschädigt hatten. Eine verbesserte Version ging einen Monat später in Betrieb und verkaufte in den ersten 14 Tagen 3901 One-Penny-Briefmarken.
1906 kam Dickie auf einer USA-Dienstreise nach San Francisco mit der Tasmanierin Georgine Kermode ins Geschäft, der er den Vertrieb der Maschine in Kontinentaleuropa überließ, während er selbst das Gerät in den USA, Großbritannien, Australien und Neuseeland verkaufen wollte. 1907 bemühte Dickie sich um die Verkaufsrechte in Großbritannien und stellte dazu einen seiner Automaten in der Lobby des House of Commons auf, wo die Maschine große Aufmerksamkeit auf sich zog. Seine ersten Maschinen wurden in Großbritannien produziert und nach Neuseeland importiert. Dort waren sie zunächst nur in Wellington eingesetzt worden. 1910 kaufte die Post weitere Automaten und setzte sie zunehmend landesweit ein. Erst als die Nachfrage groß genug war, kaufte die neuseeländische Regierung die Rechte die Briefmarkenautomaten auch in Neuseeland produzieren zu lassen.
1909 stellte Dickie seinen Automaten auf der Weltausstellung Alaska-Yukon-Pacific Exposition in Seattle aus, gewann dort die Goldmedaille und den Großen Preis. 
1938 besuchte Dickie eine Fabrik in Großbritannien, in der seine Briefmarkenautomaten produziert wurden. Die Fabrik beschäftigte seinerzeit rund 800 Mitarbeiter und rund 18.000 Automaten taten in dieser Zeit ihren Dienst auf der Insel. Als Dickie mit 55 Jahren in den Ruhestand ging, stand in Neuseeland in jedem Postamt eines seiner Geräte.
Dickie starb 1958 im Alter von 82 Jahren in Wellington. Seine Briefmarkenautomaten taten ihre Dienste noch bis 1960, bis sie wegen einer Geldumstellung nicht mehr zu verwenden waren und durch neue andere Maschinen ersetzt wurden.